# Serieåret 1915

## Födda
- 9 januari – Dick Briefer (död 1980), amerikansk serieskapare.
- 25 april
  - Marcus Morris (död 1989), brittisk serieförläggare.
  - Mort Weisinger (död 1978), amerikansk serieskapare.
- 12 maj – Tony Strobl (död 1991), amerikansk serietecknare.
- 21 maj – Don Trachte (död 2005), amerikansk serietecknare.
- 22 maj
  - George Baker (serieskapare) (död 1975), amerikansk serieskapare.
  - Torsten Bjarre (död 2001), svensk serietecknare.
- 7 juni – Graham Ingels (död 1991), amerikansk serietecknare.
- 19 juni – Julius Schwartz (död 2004), amerikansk serieförläggare, -redaktör och manusförfattare.
- 28 juli – Dick Sprang (död 2000), amerikansk serietecknare.
- 11 augusti – Morris Weiss, amerikansk serieskapare.
- 20 augusti – George Roussos (död 2000), amerikansk serietecknare.
- 24 oktober – Bob Kane (död 1998), amerikansk serieskapare.
- 15 november – Martin Nodell (död 2006), amerikansk serietecknare, mest känd för att ha skapat Green Lantern.
- Okänt datum – Al Hubbard (död 1984), amerikansk serietecknare.
- Okänt datum – Tarpe Mills (död 1988), amerikansk serieskapare.